# Fagus crenata

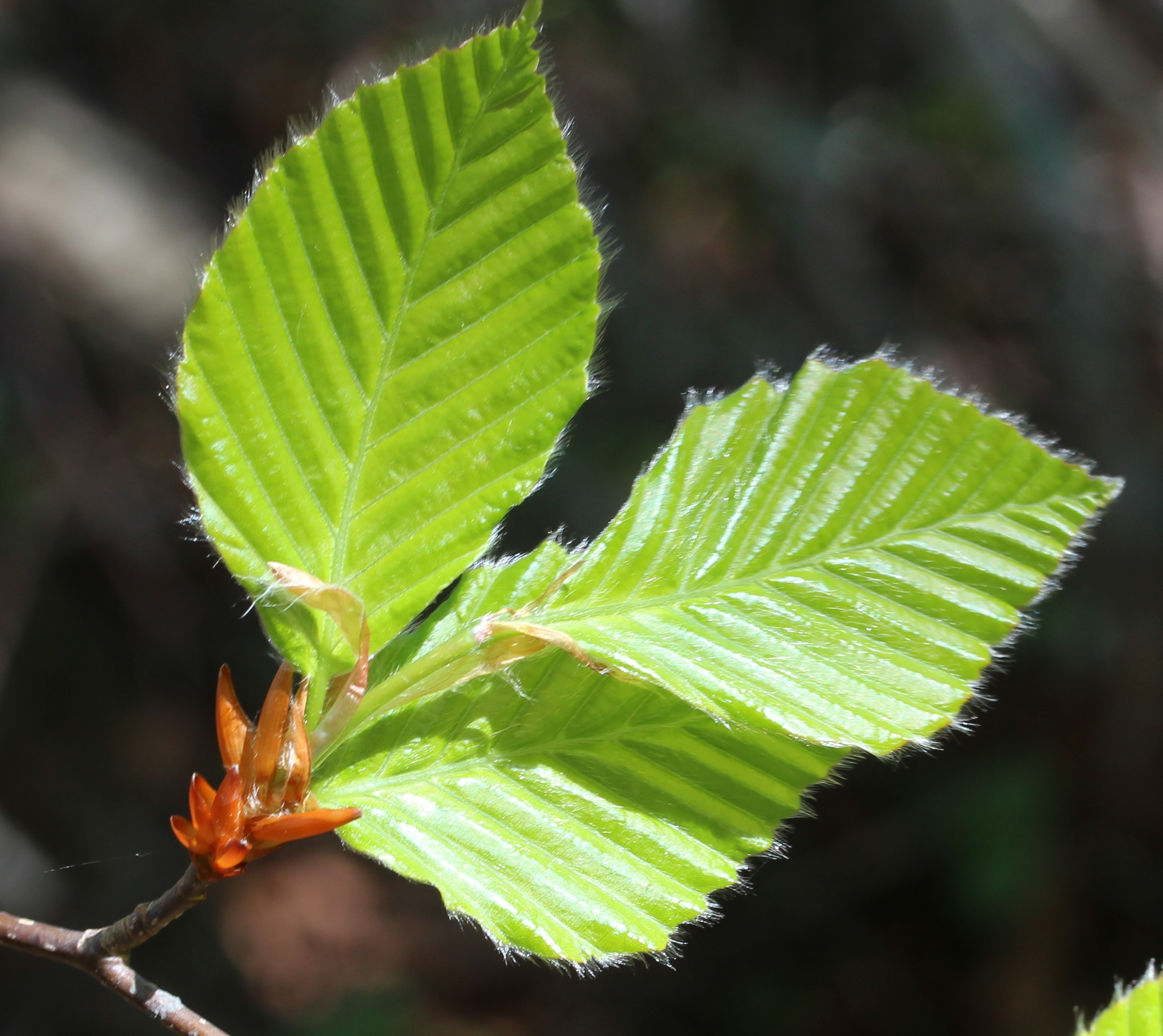
Hojas

La Fagus crenata (según nomenclatura de Blume), haya japonesa, o buna es un árbol caducifolio de la familia de las fagáceas. Es endémica de Japón, donde está muy extendida, siendo una de las especies dominantes de los bosque caducifolio de Japón.
En el nordeste (Honshū) crece en grandes formaciones desde el nivel del mar hasta 1400 m s. n. m., pero en el sudoeste está restringida a áreas montañosas y en pequeñas y aisladas poblaciones. Prospera en suelos bien drenados, francos o arenosos.

## Descripción
Alcanza 35 m de altura. La copa es redondeada y la corteza es lisa y grisácea.
Las hojas son simples, distribuidas alternativamente a lo largo de la rama. Se ensanchan hacia la base y tienen 7 a 11 pares de venas.
El fruto hayuco tiene un corto y grueso tallo, de 15 mm de largo.
La flores son polinizadas por el viento. Las hojas jóvenes y las semillas son comestibles.

## Taxonomía
Fagus crenata fue descrita por Carl Ludwig Blume y publicado en Museum Botanicum 1: 307. 1849.
Etimología
Fagus: nombre genérico latíno que se remonta a una antigua raíz indoeuropea que encuentra parentesco en el griego antiguo φηγός phēgós "tipo de roble"
crenata: epíteto latíno que significa "mellada".
Sinonimia
- Fagus ferruginea Siebold, Verh. Batav. Genootsch. Kunsten 12: 25 (1830), no diagnostic descr.
- Fagus sieboldii Endl. ex A.DC. in A.P.de Candolle, Prodr. 16(2): 118 (1864).
- Fagus sylvatica var. sieboldii (Endl. ex A.DC.) Maxim., Bull. Acad. Imp. Sci. Saint-Pétersbourg 31: 101 (1887).
- Fagus asiatica Koehne, Deut. Dendrol.: 121 (1893).
- Fagus asiatica H.J.P.Winkl., Pfl.-geogr. Stud. Buchwald.: 5 (1901), nom. illeg.
- Fagus winkleriana Koidz., Bot. Mag. (Tokyo) 30: 95 (1916).[5]